# كأس الرابطة الفرنسية 2011–12
كأس الرابطة الفرنسية 2011–12 (بالفرنسية: Coupe de la Ligue française de football 2011-2012)‏ هو الموسم 18 من كأس الرابطة الفرنسية. أقيم خلال الفترة 22 يوليو 2011 وحتى 14 أبريل 2012، وأشرف على تنظيمه اتحاد فرنسا لكرة القدم، وكان عدد الأندية المشاركة فيه 42، وفاز فيه أولمبيك مارسيليا.